# Podopinae
Die Podopinae sind eine Unterfamilie der Baumwanzen (Pentatomidae) aus der Teilordnung Pentatomomorpha.
Im Englischen werden die Wanzen als Turtle Bugs („Schildkröten-Wanzen“) bezeichnet.

## Merkmale
Die Vertreter der Podopinae zeichnen sich innerhalb der Familie der Baumwanzen durch ihr vergrößertes Schildchen (Scutellum) aus (ähnlich den Schildwanzen (Scutelleridae)), welches den größten Teil der Vorderflügel und oft fast den kompletten Hinterleib bedeckt. Folgende weitere Merkmale dienen zur Diagnose der Unterfamilie: Die Antennen bestehen entweder aus vier oder aus fünf Segmenten, sie sitzen auf einem deutlichen, bei Ansicht von oben sichtbaren Vorsprung (Antennentuberkel) an. Auch die Seitenränder des Pronotum tragen in der Regel entweder Zähne oder Tuberkel. Die Tarsen bestehen aus drei Segmenten. Die langen und dünnen Sinneshaare (Trichobothrien) des Hinterleibs sitzen fast immer paarweise, bei wenigen Arten auch einzeln, hinter den Stigmen. In der Flügeladerung der Hinterflügel fehlt ein Haken (Hamus), die Adern Radius+Media und Cubitus verlaufen parallel zueinander. Die Genitalkapsel der Männchen zeigt zweiästige Parameren.

## Lebensweise
Die Vertreter der Podopinae ernähren sich phytophag.
Ihr Lebensraum bilden typischerweise Feuchtgebiete oder Küstenstriche. Die Podopinae sind in der Alten Welt wesentlich artenreicher als in der Neuen Welt.

## Taxonomie und Systematik
Die Podopinae werden in fünf Tribus unterteilt. Des Weiteren sind fünf Gattungen ohne Tribuszuordnung.
Es gibt mindestens 64 Gattungen. Weltweit kommen etwa 250 Arten vor. In Europa ist die Unterfamilie mit 41 Arten aus 15 Gattungen vertreten. In den Vereinigten Staaten kommen 14 Arten aus 6 Gattungen vor. In der Neotropis (Südamerika) kommt lediglich eine einzige Art vor, Neoleprosoma argentinensis.
Die Podopinae umfassen folgende Tribus und Gattungen:
- Tribus Brachycerocorini
  - Bolbocoris Amyot & Serville, 1843
  - Brachycerocoris Costa, 1863
  - Phymatocoris Stål, 1853
- Tribus Deroploini
  - Dandinus Distant, 1904
  - Deroploa Westwood, 1835
  - Deroploopsis Schouteden, 1905
  - Eufroggattia Goding, 1903
  - Jeffocoris Davidová-Vílimová, 1993
  - Numilia Stål, 1867
  - Propetestrica Musgrave, 1930
  - Protestrica Schouteden, 1905
  - Testrica Walker, 1867
- Tribus Graphosomatini Mulsant & Rey, 1865
  - Ancyrosoma Amyot & Serville, 1843
  - Asaroticus Jakovlev, 1884
  - Crypsinus Dohrn, 1860
  - Derula Mulsant & Rey, 1856
  - Geocrypha Bergroth, 1906
  - Graphosoma Laporte de Castelnau, 1833
  - Hybocoris Kiritshenko, 1913
  - Leprosoma Baerensprung, 1859
  - Neoleprosoma Kormilev & Pirán, 1952
  - Oplistochilus Jakovlev, 1887
  - Parabolbocoris Schouteden, 1903
  - Putonia Stål, 1872
  - Sternodontus Mulsant & Rey, 1856
  - Tholagmus Stål, 1860
  - Tshingisella Kiritshenko, 1913
  - Ventocoris Hahn, 1834
  - Vilpianus Stål, 1860
- Tribus Podopini Amyot & Serville, 1843
  - Allopodops Harris & Johnston, 1936
  - Amaurochrous Stål, 1872
  - Amauropepla Stål, 1867
  - Aspidestrophus Stål, 1854
  - Burrus Distant, 1908
  - Coracanthella Musgrave, 1930
  - Crollius Distant, 1901
  - Gambiana Distant, 1911
  - Haullevillea Schouteden, 1903
  - Kayesia Schouteden, 1903
  - Melanophara Stål, 1867
  - Moffartsia Schouteden, 1909
  - Neapodops Slater & Baranowski, 1970
  - Notopodops Barber & Sailer, 1953
  - Oncozygia Stål, 1872
  - Oncozygidea Reuter, 1882
  - Podops Laporte de Castelnau, 1833
  - Scotinophara Stål, 1867
  - Sepidiocoris Schouteden, 1903
  - Severinina Schouteden, 1903
  - Storthecoris Horváth, 1883
  - Tahitocoris Yang, 1935
  - Thoria Stål, 1865
  - Tornosia Bolívar, 1879
  - Weda Schouteden, 1905
- Tribus Tarisini Stål, 1872
  - Cryptogamocoris Carapezza, 1997
  - Dybowskyia Jakovlev, 1876
  - Tarisa Amyot & Serville, 1843
- Gattungen ohne Tribuszuordnung:
  - Cyptocoris Burmeister, 1845
  - Eobanus Distant, 1901
  - Kundelungua Schouteden, 1951
  - Neocazira Distant, 1883

## Arten in Europa
In Europa treten folgende Arten auf:
- Ancyrosoma leucogrammes Amyot & Serville, 1843
- Asaroticus solskyi (Jakovlev, 1874)
- Crypsinus angustatus (Baerensprung, 1859)
- Derula flavoguttata Mulsant & Rey, 1856
- Dybowskyia reticulata (Dallas, 1851)
- Graphosoma interruptum White, 1839
- Graphosoma lineatum (Linnaeus, 1758) – Streifenwanze
- Graphosoma melanoxanthum Horvath, 1903
- Graphosoma semipunctatum (Fabricius, 1775) – Fleckige Streifenwanze
- Leprosoma inconspicuum Baerensprung, 1859
- Leprosoma stali Douglas & Scott, 1868
- Leprosoma tuberculatum Jakovlev, 1876
- Podops annulicornis Jakovlev, 1877
- Podops calligerus Horvath, 1887
- Podops curvidens Costa, 1843
- Podops dilatatus Puton, 1873
- Podops inunctus (Fabricius, 1775)
- Podops rectidens Horvath, 1883
- Putonia torrida Stål, 1872
- Scotinophara sicula (A. Costa, 1841)
- Scotinophara subalpina (Bergroth, 1893)
- Sternodontus binodulus Jakovlev, 1893
- Sternodontus obtusus Mulsant & Rey, 1856
- Tarisa dimidiatipes Puton, 1874
- Tarisa elevata Reuter, 1901
- Tarisa flavescens Amyot & Serville, 1843
- Tarisa pallescens Jakovlev, 1871
- Tarisa salsolae Kerzhner, 1964
- Tarisa subspinosa (Germar, 1839)
- Tholagmus flavolineatus (Fabricius, 1798)
- Tholagmus strigatus (Herrich-Schäffer, 1835)
- Ventocoris achivus (Horvath, 1889)
- Ventocoris falcatus (Cyrillus, 1791)
- Ventocoris fischeri (Herrich-Schäffer, 1851)
- Ventocoris halophilum (Jakovlev, 1874)
- Ventocoris modestus (Jakovlev, 1880)
- Ventocoris philalyssum (Kiritshenko, 1916)
- Ventocoris ramburi (Horvath, 1908)
- Ventocoris rusticus (Fabricius, 1781)
- Ventocoris trigonus (Krynicki, 1871)
- Vilpianus galii (Wolff, 1802)

## Weitere Arten
Eine Auswahl außereuropäischer Arten:
- Allopodops mississippiensis Harris & Johnston, 1936
- Amaurochrous brevitylus Barber & Sailer, 1953
- Amaurochrous cinctipes (Say, 1828)
- Amaurochrous dubius (Palisot, 1805)
- Amaurochrous magnus Barber & Sailer, 1953
- Amaurochrous ovalis Barber & Sailer, 1953
- Amaurochrous vanduzeei Barber & Sailer, 1953
- Neapodops floridanus Slater & Baranowski, 1970
- Notopodops omani Barber & Sailer, 1953
- Oncozygia clavicornis Stål, 1872
- Weda parvula (Van Duzee, 1904)
- Weda stylata Barber & Sailer, 1953
- Weda tumidifrons Barber & Sailer, 1953

Die Monophylie der Unterfamilie ist zwischen verschiedenen Autoren umstritten, nach phylogenomischen und morphologischen Daten ist ihre Abgrenzung gegenüber den Pentatominae nicht gesichert. Die Zugehörigkeit der Tribus Procleticini Pennington, 1920 zu dieser Unterfamilie oder den Pentatominae ist unklar.